# Giuseppe Borgatti
Giuseppe Borgatti (Cento, Emília-Romanya, 17 de març, 1871 - Reno di Leggiuno, Llombardia, 18 d'octubre, 1950) va ser un tenor italià. Giuseppe Borgatti, gràcies a l'ajuda del marquès Plattis, sogre de l'escriptora Maria Majocchi in arte Jolanda, (1864-1917), va estudiar al Liceo Musicale de Bolonya i va debutar, a Faust a Castelfranco Veneto el 1892. El 1894 va representar Manon Lescaut a Venècia, Lohengrin al Teatre Dal Verme de Milà i va cantar en l'estrena de I dispetti amorosi de Gaetano Luporini al Teatro Regio de Torí. El 1896 va ser el primer protagonista dAndrea Chénier al "Teatro alla Scala", aconseguint un triomf, després del qual va actuar amb Lohengrin i amb La Gioconda al Teatro Real de Madrid el 1895 i a Sant Petersburg el 1895–1896.
Va tenir èxit al Caire el 1897 interpretant a I pagliacci de Ruggero Leoncavallo, Carmen de George Bizet i Proserpina de Camille Saint-Saëns, dirigida per l'autor. A Buenos Aires el 1898 va interpretar Mefistofele a l'òpera d'Arrigo Boito.
El 1899 va cantar a l'estrena de Il trillo del diavolo de Stanislao Falchi al Teatre Argentina de Roma i va ser Rodolfo a La bohème al Teatre Costanzi de Roma. El 1902 es trobava a Osaka amb Iris de Pietro Mascagni. El 1911 va cantar Siegfried.
Al "Teatro alla Scala" l'any 1900 va cantar a la primera representació de Tosca. Després va interpretar Anton de Cesare Galeotti i després Tristan und Isolde, tots dos dirigits per Arturo Toscanini.
Més tard es va establir en el repertori wagnerià a Europa i Amèrica, rebent un gran reconeixement a Berlín el 1904. Es va convertir en un dels millors intèrprets de Wagner. Va cantar Lohengrin i Die Meistersinger von Nürnberg al Teatro Colón de Buenos Aires el 1897, Siegfried al Teatro alla Scala el 1899, Tannhäuser al Teatre Colón el 1901, Tristan und Isolda al Teatro alla Scala el 1901 i Die Rhinegold, en la seva estrena italiana, el 1903, Götterdämmerung al Teatro Comunale de Bolonya el 1909 i finalment Parsifal, en la seva primera representació completa, el 1914. El 1904 va ser convidat al Festival de Bayreuth, el primer cantant d'origen llatí, per tenir aquest honor.
El 1905 va cantar en el revival de Sigfrido dirigit per Toscanini al Teatro Regio (Torí). El 1906 va ser el primer intèrpret a Itàlia de la Salomé de Richard Strauss a Torí i el 1910 el primer a cantar la Semirama d'Ottorino Respighi a Bolonya. Al Teatre San Carlo de Nàpols l'any 1907 va cantar en les primeres representacions de Tristan und Isolda i el 1912, L'or del Rin El 1909 va cantar a la primera representació de "Sigfrido" al Teatro Regio de Parma.
El 29 de novembre de 1910 va ser iniciat a la maçoneria a la Lògia Giosuè Carducci de Bolonya, pertanyent al Gran Orient d'Itàlia, i esdevingué Mestre Maçó l'11 de desembre de 1911.
Retirat dels escenaris l'any 1915 a causa de la ceguesa, es va dedicar a ensenyar amb la seva pròpia escola de cant famosa a Bolonya. Va passar la major part de la seva vida a Milà i va morir el 1950 al llac Maggiore.
El teatre municipal de Cento porta el seu nom; També hi ha instal·lat un museu que recull fotografies, autògrafs, medalles i diversos records donats pel tenor a la seva ciutat natal.

## Repertori
| Rol                   | Títol                          | Compositor       |
| --------------------- | ------------------------------ | ---------------- |
| Fra Diavolo           | Fra Diavolo                    | Auber            |
| Pollione              | Norma                          | Bellini          |
| Faust                 | La damnation de Faust          | Berlioz          |
| Don José              | Carmen                         | Bizet            |
| Faust                 | Mefistofele                    | Boito            |
| Oberto                | Edmea                          | Catalani         |
| Edgardo di Ravenswood | Lucia di Lammermoor            | Donizetti        |
| Fernando              | La favorita                    | Donizetti        |
| Ernesto               | Don Pasquale                   | Donizetti        |
| Tartini               | Il trillo del diavolo          | Falchi           |
| Andrea Chénier        | Andrea Chénier                 | Giordano         |
| Loris Ipanov          | Fedora                         | Giordano         |
| Vassili               | Siberia                        | Giordano         |
| Assad                 | Die Königin von Saba           | Goldmark         |
| Faust                 | Faust                          | Gounod           |
| Canio/Pagliaccio      | I pagliacci                    | Leoncavallo      |
| Osaka                 | Iris                           | Mascagni         |
| Werther               | Werther                        | Massenet         |
| Don Ottavio           | Don Giovanni                   | Mozart           |
| Enzo Grimaldo         | La Gioconda                    | Ponchielli       |
| Cavaliere Des Grieux  | Manon Lescaut                  | Puccini          |
| Rodolfo               | La bohème                      | Puccini          |
| Mario Cavaradossi     | Tosca                          | Puccini          |
| Merôdach              | Semirâma                       | Respighi         |
| Principe Sinodal      | Demon                          | Anton Rubinštejn |
| Sabatino              | Proserpina                     | Saint-Saëns      |
| Erode                 | Salomé                         | Strauss          |
| Laerte                | Hamlet                         | Thomas           |
| Duca di Mantova       | Rigoletto                      | Verdi            |
| Alfredo Germont       | La traviata                    | Verdi            |
| Fenton                | Falstaff                       | Verdi            |
| Tannhäuser            | Tannhäuser                     | Wagner           |
| Lohengrin             | Lohengrin                      | Wagner           |
| Froh                  | L'or del Rin                   | Wagner           |
| Sigismondo            | Die Walküre                    | Wagner           |
| Sigfrido              | Siegfried                      | Wagner           |
| Sigfrido              | Götterdämmerung                | Wagner           |
| Tristano              | Tristan und Isolde             | Wagner           |
| Walter von Stholzing  | Die Meistersinger von Nürnberg | Wagner           |
| Parsifal              | Parsifal                       | Wagner           |
| Max                   | Der Freischütz                 | Weber            |